# Сероголовый батис
Сероголовый батис (лат. Batis orientalis) — вид воробьиных птиц из семейства сережкоглазок. Выделяют 3 подвида.

## Распространение
Обитают в восточной и центральной части Африки. Ареал занимает часть территории Эфиопии, Джибути, Сомали, Уганды, Кении, Эритреи, Судана, Южного Судана, Нигерии, Камеруна, Чада и ЦАР.

## Описание
Длина тела 10-11 см. Вес 8,8—13,4 г. Птицы окрашены контрастно в чёрный, серый и белый (и отчасти рыжий) цвета. Самка отличается от самца внешне более бледным окрасом и наличием каштанового нагрудника.

## Биология
Питаются насекомыми, в том числе муравьями. В кладке 2—3 яйца.